# Nicolas Voulgaris
Pour les articles homonymes, voir Voulgaris.
Nicolas Voulgaris ou Boulgaris (en grec Νικόλαος Βούλγαρις) était un érudit grec du XVIIe siècle.

## Biographie
Nicolas est né en 1634 à Corfou dans l'importante famille Voulgaris (également transcrite Bulgaris ou Boulgaris) qui s'y était installé après la chute de Constantinople. À cette époque, Corfou est sous la domination de Venise qui en fait un ultime rempart contre l'expansion ottomane ; aussi les Corfiotes, quoique majoritairement orthodoxes, étaient-ils naturellement tournés vers l'Italie.
Ayant étudié à l'université de Padoue, il en sort docteur en philosophie et en médecine avant de retourner à Corfou où il pratique la médecine.
La date de sa mort n'est pas connue, mais selon Papadopoulos, il vivait encore en 1684.

## Œuvres
Outre son activité de médecin, il est l'auteur de nombreux écrits, qui lui valurent d'être membre de l'Académie littéraire de Corfou (Ακαδημία των Εξησφαλισμένων, Academia degli Assicurati), fondée en 1656 et fermée en 1732.
Il rédigea une Relation du transfert des reliques de saint Spyridon à Constantinople.
Hymnographe, il a composé des offices aux saints Jason et Sosipatre (en), qui ont évangélisé l'île au Ier siècle, ainsi qu'à saint Spyridon le Thaumaturge, patron de Corfou.
À la demande de son frère, le protopope Christodoulos, primat de l'Église orthodoxe de Corfou, il rédigea un manuel d'étude pour les candidats au sacerdoce, qui fut publié en grec à Venise, en 1681 comme Sainte catéchèse, ou Explication de la sainte et divine liturgie, et examen pour ceux qui se préparent à l'ordination.
Il a en outre composé des Épigrammes grecques, ainsi qu'un recueil de citations patristiques Sur ce qui est nécessaire au salut.

## Source
- (el) Constantin Sathas, Philologie néo-hellénique : Biographie des Grecs qui se sont illustrés dans les lettres depuis 1453 jusqu'à 1821 [« Νεοελληνική Φιλολογία: Βιογραφία των εν τοις γράμμασι διαλαμψάντων Ελλήνων, από της καταλύσεως της Βυζαντινής Αυτοκρατορίας μέχρι της Ελληνικής εθνεγερσίας (1453-1821) »], Athènes, Andréa Koromilas,‎ 1868 (lire en ligne), p. 341-343

## Documents en liens externes
- (it) Vera relatione del thaumaturgo di Corfu Spiridione il santo ou ici, édition de 1699
- (el) La sainte catéchèse de Voulgaris, texte grec, réédition de 1769
- (el) La sainte catéchèse de Voulgaris, texte grec, réédition de 1818
- (en) The Holy Catechism of Nicolas Bulgaris, traduction anglaise par le révérend anglican Daniel, réédition de 1893